# Шестиугольная решётка

Треугольный паркет. Вершины формируют шестиугольную решётку с горизонтальными рядами, с треугольниками, указывающими вверх и вниз. Есть три способа сгруппировать треугольники 6 на 6, чтобы сформировать шестиугольный паркет. В каждом случае шестиугольники ориентированы с двумя горизонтальными сторонами, и собраны в вертикальных рядах, и в каждом случае у них есть тёмный треугольник слева вверху.

Шестиугольная решётка или равносторонняя треугольная решётка является одним из пяти типов двумерных решёток.
Три соседние точки формируют равносторонний треугольник. Чаще всего используют четыре ориентации такого треугольника, когда, если его рассматривать как стрелку, может быть ориентирован вверх, вниз, налево или направо. Хотя в каждом случае их можно представить как указывающих на два наклонных направления.
Две ориентации изображения решётки используются чаще всего. Они могут упоминаться как «шестиугольная решётка с горизонтальными рядами» (как на диаграмме ниже), с треугольниками, указывающими вверх и вниз, и «шестиугольная решётка с вертикальными рядами», с треугольниками, указывающими налево и направо. Они отличаются: повёрнуты на угол 90°, или эквивалентно 30°.
```
     * * * * * * *
    * * * * * * * *
     * * * * * * *
    * * * * * * * *
```

Шестиугольная решётка с горизонтальными рядами — особый случай центрированной прямоугольной (то есть ромбической) сетки, с прямоугольниками, которые в √3 раза более высокие чем широкие.
Её категория симметрии — группа обоев p6m.

Шестиугольный паркет, сотовидная структура. Центры шестиугольников формируют треугольную решётку с вертикальными рядами; для каждого цвета центры шестиугольников того цвета формируют шестиугольную решётку с горизонтальными рядами, которая в √3 раза больше. Вершины всех шестиугольников вместе с их центрами формируют шестиугольную решётку с горизонтальными рядами, которая в √3 раза меньше, чем ранее упомянутая решётка.

Для изображения сотовидной структуры две ориентации наиболее распространены. Они могут упоминаться как «сотовидная структура с горизонтальными рядами», с шестиугольниками с двумя вертикальными сторонами, и «сотовидной структурой с вертикальными рядами», с шестиугольниками с двумя горизонтальными сторонами. Они отличаются углом 90°, или эквивалентно 30°.
Сотовидная структура двумя способами связана с шестиугольной решёткой:
- центры шестиугольников формируют треугольную решётку
- вершины сот вместе с их центрами формируют шестиугольную решётку, повёрнутую на 30° (или эквивалентно 90°), и с масштабным фактором {\displaystyle {\frac {1}{3}}{\sqrt {3}}}, относительно другой решётки

Отношение числа вершин и числа шестиугольников равно 2, а вместе с центрами 3.
Термин «сотовидная решётка» может означать соответствующую шестиугольную решётку, или структуру, которая не является решёткой в групповом смысле, но например, обладает трансляционной симметрией. Ряд точек, формирующих вершины сот (без точек в центрах), показывает сотовидную структуру:
```
     * *   * *   *
    *   * *   * *  
     * *   * *   *
    *   * *   * * 
     * *   * *   *
```